# Перепёлкина, Елена Ивановна
Елена (Алёна) Ивановна Перепёлкина (род. 24 января 1982, Пушное, Ленинградская область) — российская спортсменка, чемпионка и призёр чемпионатов России по вольной борьбе, чемпионка Европы, призёр чемпионатов мира, Заслуженный мастер спорта России. Член сборной команды страны с 2002 года. Участница летних Олимпийских игр 2008 года в Пекине. В 1/8 финала проиграла спортсменке из Японии Кёко Хамагути и выбыла из дальнейшей борьбы. Выпускница Санкт-Петербургского государственного университета путей сообщения.

## Спортивные результаты
- Чемпионат России по женской борьбе 2018 года — ;
- Чемпионат России по женской борьбе 2017 года — ;
- Чемпионат России по женской борьбе 2016 года — ;
- Чемпионат России по женской борьбе 2015 года — ;
- Чемпионат России по женской борьбе 2014 года — ;
- Чемпионат России по женской борьбе 2012 года — ;
- Гран-при Иван Ярыгин 2011 года — ;
- Чемпионат России по женской борьбе 2011 года — ;
- Чемпионат России по женской борьбе 2010 года — ;
- Чемпионат России по женской борьбе 2009 года — ;
- Чемпионат России по женской борьбе 2008 года — ;
- Чемпионат России по женской борьбе 2007 года — ;